# Pteropus melanotus
Pteropus melanotus es una especie de murciélago de la familia Pteropodidae.

## Distribución geográfica

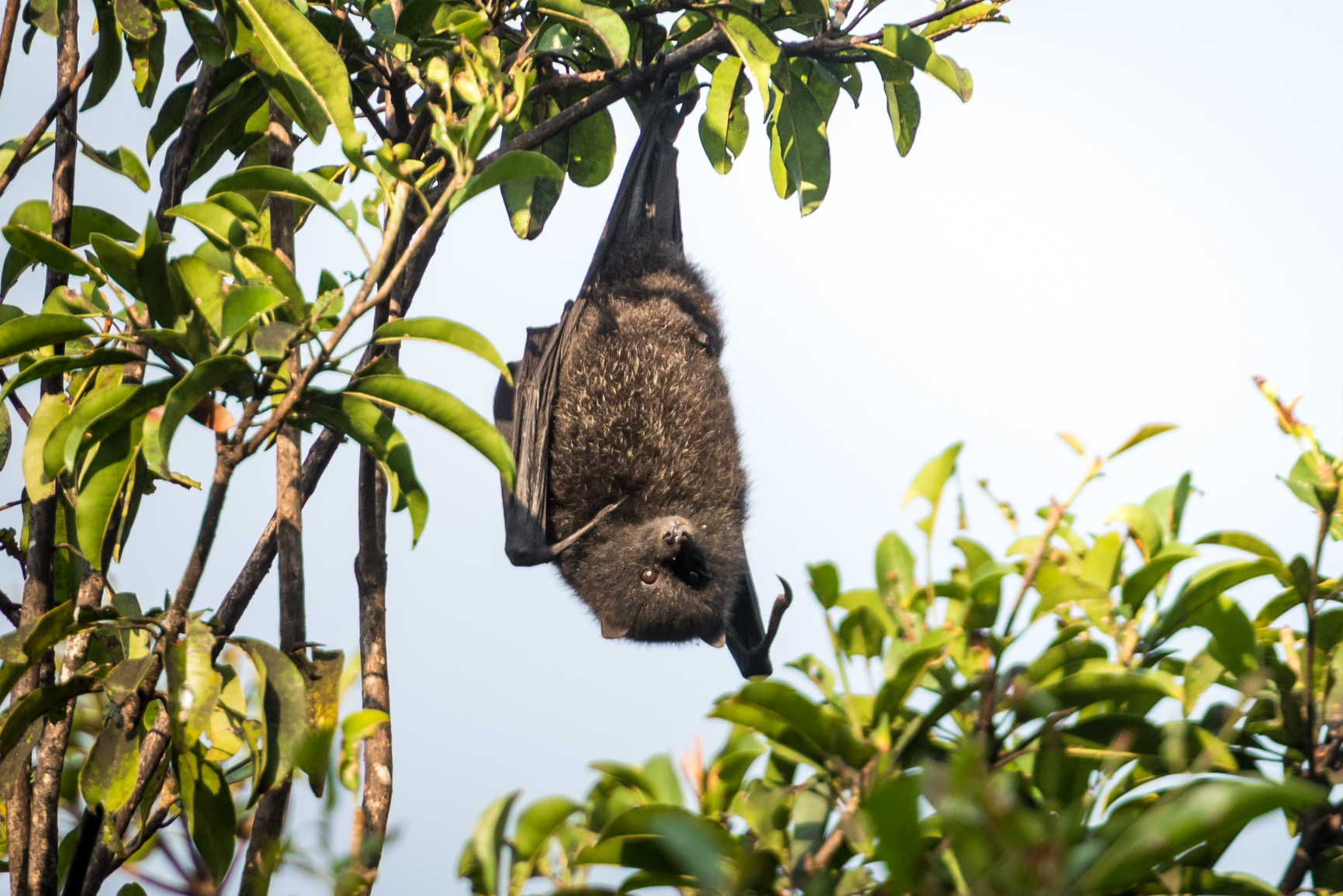

Se encuentra solo en Christmas Island.